# Fabio Leimer
Fabio Leimer (ur. 17 kwietnia 1989 roku w Rothrist) – szwajcarski kierowca wyścigowy.

## Życiorys

### Formuła BMW i Renault
Szwajcar karierę rozpoczął w roku 2000, od startów w kartingu. W 2006 roku przeszedł do wyścigów samochodów jednomiejscowych, debiutując w Niemieckiej Formule BMW (ukończył ją na 18. miejscu). W kolejnym sezonie przeniósł się do Formuły Renault, w której to dzielił starty pomiędzy europejską, a włoską serią, w zespole Jenzer Motorsport. Zmagania w nich zakończył odpowiednio na 17. i 11. lokacie w końcowej klasyfikacji.

### Formuła Master
Ze szwajcarską ekipą kontynuował współpracę również w Międzynarodowej Formule Master, w latach 2008–2009. W pierwszym podejściu, po zwyciężeniu w trzech wyścigach, rywalizację ukończył na 2. miejscu (dzięki temu sukcesowi, w październiku dostał szansę testów w Indy Ligths, z zespołem Sam Motorsport Schmidt, w zastępstwie Niemca Michaela Ammermüllera). Poza tym wziął także udział w jednej rundzie włoskiego odpowiednika tej serii (wygrał jeden wyścig), dzięki czemu został w niej sklasyfikowany na 4. pozycji. W drugim roku startów był już zdecydowanie najlepszy, zwyciężając łącznie w siedmiu wyścigach.

### Seria GP2
Dzięki mistrzostwu w Formule Master, odbył testy z włoską stajnią Trident Racing, startującą w przedsionku F1 – serii GP2. W październiku tego samego roku podpisał kontrakt z zespołem Tiago Monteiro – Ocean Racing Technology – na starty zarówno w zimowym, jak i głównym cyklu tego serialu.
W Azjatyckiej GP2 Szwajcar nie zdobył jednak punktów, dojeżdżając tylko trzykrotnie do mety (najlepiej spisał się w drugim wyścigu na torze w Bahrajnie, kiedy to zajął 15. pozycję). W głównej edycji Fabio w pierwszym wyścigu sezonu, na torze Circuit de Catalunya, zajął ósme miejsce. W drugim, startując z pole position, wytrzymał presję wywieraną przez Brazylijczyka Luiza Razię, ostatecznie zwyciężając z niecałą sekundą przewagi, dodatkowo wykręcając przy tym najlepszy czas okrążenia. Pomimo świetnego debiutu, w dalszej części sezonu Leimer spisywał się jednak znacznie słabiej, nie odnotowując zdobyczy punktowej w żadnej z pozostałych rund (najwyższej sklasyfikowanym był w drugim wyścigu węgierskiej eliminacji, na obiekcie Hungaroring, gdzie dojechał na 11. miejscu). Uzyskane punkty pozwoliły Fabio zająć w klasyfikacji generalnej 19. miejsce.
W kolejnych dwóch sezonach startów w głównej serii GP2 Szwajcar spisywał się lepiej - zajął 14 i siódme miejsce w klasyfikacji generalnej. Przełom nastąpił jednak w 2013 roku, kiedy to Leimer zwyciężał w trzech wyścigach i siedmiokrotnie stawał na podium. Dobra postawa, zwłaszcza w drugiej części sezonu, pozwoliła mu zdobyć tytuł mistrza serii.

## Wyniki

### GP2
| Legenda oznaczeń w tabelach wyników Wyświetl szablon na nowej stronie | Legenda oznaczeń w tabelach wyników Wyświetl szablon na nowej stronie                                                                     |
| Oznaczenie                                                            | Wyjaśnienie |
| --------------------------------------------------------------------- | --- |
| Złoty                                                                 | Zwycięzca lub mistrzostwo |
| Srebrny                                                               | 2. miejsce lub wicemistrzostwo |
| Brązowy                                                               | 3. miejsce lub II wicemistrzostwo |
| Zielony                                                               | Ukończył, punktował (w klasyfikacji generalnej, gdy zdobył co najmniej jeden punkt na przestrzeni sezonu, poza trzema powyższymi opcjami) |
| Niebieski                                                             | Ukończył, nie punktował (w klasyfikacji generalnej, gdy nie zdobył co najmniej jednego punktu na przestrzeni sezonu)                      |
| Czerwony                                                              | Nie zakwalifikował się (NZ) |
| Czerwony                                                              | Nie prekwalifikował się (NPK) |
| Różowy                                                                | Nie ukończył (NU) |
| Różowy                                                                | Niesklasyfikowany (NS) (w klasyfikacji generalnej, gdy nie został sklasyfikowany w żadnym wyścigu sezonu)                                 |
| Czarny                                                                | Zdyskwalifikowany (DK) |
| Czarny                                                                | Wykluczony (WYK/EX) |
| Biały                                                                 | Nie wystartował (NW) |
| Biały                                                                 | Kontuzjowany (K/INJ) |
| Biały                                                                 | Wyścig odwołany (OD/C) |
| Bez koloru                                                            | Został wycofany (WYC/WD) |
| Bez koloru                                                            | Nie przybył (NP/DNA) |
| Bez koloru                                                            | Nie brał udziału w treningach (NT/DNP) |
| Bez koloru                                                            | Nie został zgłoszony (–) |
| Pogrubienie                                                           | Start z pole position |
| Kursywa                                                               | Najszybsze okrążenie wyścigu |
| †                                                                     | Nie ukończył, ale jego rezultat został zaliczony ze względu na przejechanie więcej niż 90% dystansu wyścigu.                              |
| *                                                                     | Sezon w trakcie |
| 1/2/3                                                                 | Punktowana pozycja w sprincie kwalifikacyjnym                                                                                             |
| Lista systemów punktacji Formuły 1                                    | |

| Rok  | Zespół                  | Wyniki w poszczególnych eliminacjach | Wyniki w poszczególnych eliminacjach | Wyniki w poszczególnych eliminacjach | Wyniki w poszczególnych eliminacjach | Wyniki w poszczególnych eliminacjach | Wyniki w poszczególnych eliminacjach | Wyniki w poszczególnych eliminacjach | Wyniki w poszczególnych eliminacjach | Wyniki w poszczególnych eliminacjach | Wyniki w poszczególnych eliminacjach | Wyniki w poszczególnych eliminacjach | Wyniki w poszczególnych eliminacjach | Wyniki w poszczególnych eliminacjach | Wyniki w poszczególnych eliminacjach | Wyniki w poszczególnych eliminacjach | Wyniki w poszczególnych eliminacjach | Wyniki w poszczególnych eliminacjach | Wyniki w poszczególnych eliminacjach | Wyniki w poszczególnych eliminacjach | Wyniki w poszczególnych eliminacjach | Wyniki w poszczególnych eliminacjach | Wyniki w poszczególnych eliminacjach | Wyniki w poszczególnych eliminacjach | Wyniki w poszczególnych eliminacjach | Punkty | Pozycja |
| ---- | ----------------------- | ------------------------------------ | ------------------------------------ | ------------------------------------ | ------------------------------------ | ------------------------------------ | ------------------------------------ | ------------------------------------ | ------------------------------------ | ------------------------------------ | ------------------------------------ | ------------------------------------ | ------------------------------------ | ------------------------------------ | ------------------------------------ | ------------------------------------ | ------------------------------------ | ------------------------------------ | ------------------------------------ | ------------------------------------ | ------------------------------------ | ------------------------------------ | ------------------------------------ | ------------------------------------ | ------------------------------------ | ------ | ------- |
| 2010 | Ocean Racing Technology | ESP                                  | ESP                                  | MON                                  | MON                                  | TUR                                  | TUR                                  | VAL                                  | VAL                                  | GBR                                  | GBR                                  | DEU                                  | DEU                                  | HUN                                  | HUN                                  | BEL                                  | BEL                                  | ITA                                  | ITA                                  | ARE                                  | ARE                                  |                                      |                                      |                                      |                                      | 8      | 19      |
| 2010 | Ocean Racing Technology | 8                                    | 1                                    | NU                                   | 17                                   | 13                                   | 15                                   | NU                                   | NU                                   | 17                                   | 13                                   | 21†                                  | NU                                   | NU                                   | 11                                   | 12                                   | NU                                   | NU                                   | NW                                   | NU                                   | 15                                   |                                      |                                      |                                      |                                      | 8      | 19      |
| 2011 | Rapax                   | TUR                                  | TUR                                  | ESP                                  | ESP                                  | MON                                  | MON                                  | VAL                                  | VAL                                  | GBR                                  | GBR                                  | DEU                                  | DEU                                  | HUN                                  | HUN                                  | BEL                                  | BEL                                  | ITA                                  | ITA                                  |                                      |                                      |                                      |                                      |                                      |                                      | 10     | 14      |
| 2011 | Rapax                   | NU                                   | 20                                   | 8                                    | 1                                    | 9                                    | 7                                    | NU                                   | 14                                   | 16                                   | 11                                   | 9                                    | 8                                    | 11                                   | 11                                   | NU                                   | NU                                   | 7                                    | 2                                    |                                      |                                      |                                      |                                      |                                      |                                      | 10     | 14      |
| 2012 | Racing Engineering      | MAL                                  | MAL                                  | BHR                                  | BHR                                  | BHR                                  | BHR                                  | ESP                                  | ESP                                  | MON                                  | MON                                  | VAL                                  | VAL                                  | GBR                                  | GBR                                  | DEU                                  | DEU                                  | HUN                                  | HUN                                  | BEL                                  | BEL                                  | ITA                                  | ITA                                  | SIN                                  | SIN                                  | 152    | 7       |
| 2012 | Racing Engineering      | 4                                    | 6                                    | 7                                    | 12                                   | 2                                    | 8                                    | 12                                   | 11                                   | 18                                   | NU                                   | 4                                    | 3                                    | 14                                   | 9                                    | 2                                    | 4                                    | 9                                    | 14                                   | NU                                   | 5                                    | 5                                    | 2                                    | 3                                    | 3                                    | 152    | 7       |
| 2013 | Racing Engineering      | MAL                                  | MAL                                  | BHR                                  | BHR                                  | ESP                                  | ESP                                  | MON                                  | MON                                  | GBR                                  | GBR                                  | DEU                                  | DEU                                  | HUN                                  | HUN                                  | BEL                                  | BEL                                  | ITA                                  | ITA                                  | SIN                                  | SIN                                  | ARE                                  | ARE                                  |                                      |                                      | 201    | 1       |
| 2013 | Racing Engineering      | 1                                    | 12                                   | 1                                    | 9                                    | 18                                   | 9                                    | NU                                   | 13                                   | 4                                    | 15                                   | 4                                    | 3                                    | 4                                    | 3                                    | 4                                    | 5                                    | 1                                    | 6                                    | 5                                    | 3                                    | 4                                    | 3                                    |                                      |                                      | 201    | 1       |

### Azjatycka Seria GP2
| Legenda oznaczeń w tabelach wyników Wyświetl szablon na nowej stronie | Legenda oznaczeń w tabelach wyników Wyświetl szablon na nowej stronie                                                                     |
| Oznaczenie                                                            | Wyjaśnienie |
| --------------------------------------------------------------------- | --- |
| Złoty                                                                 | Zwycięzca lub mistrzostwo |
| Srebrny                                                               | 2. miejsce lub wicemistrzostwo |
| Brązowy                                                               | 3. miejsce lub II wicemistrzostwo |
| Zielony                                                               | Ukończył, punktował (w klasyfikacji generalnej, gdy zdobył co najmniej jeden punkt na przestrzeni sezonu, poza trzema powyższymi opcjami) |
| Niebieski                                                             | Ukończył, nie punktował (w klasyfikacji generalnej, gdy nie zdobył co najmniej jednego punktu na przestrzeni sezonu)                      |
| Czerwony                                                              | Nie zakwalifikował się (NZ) |
| Czerwony                                                              | Nie prekwalifikował się (NPK) |
| Różowy                                                                | Nie ukończył (NU) |
| Różowy                                                                | Niesklasyfikowany (NS) (w klasyfikacji generalnej, gdy nie został sklasyfikowany w żadnym wyścigu sezonu)                                 |
| Czarny                                                                | Zdyskwalifikowany (DK) |
| Czarny                                                                | Wykluczony (WYK/EX) |
| Biały                                                                 | Nie wystartował (NW) |
| Biały                                                                 | Kontuzjowany (K/INJ) |
| Biały                                                                 | Wyścig odwołany (OD/C) |
| Bez koloru                                                            | Został wycofany (WYC/WD) |
| Bez koloru                                                            | Nie przybył (NP/DNA) |
| Bez koloru                                                            | Nie brał udziału w treningach (NT/DNP) |
| Bez koloru                                                            | Nie został zgłoszony (–) |
| Pogrubienie                                                           | Start z pole position |
| Kursywa                                                               | Najszybsze okrążenie wyścigu |
| †                                                                     | Nie ukończył, ale jego rezultat został zaliczony ze względu na przejechanie więcej niż 90% dystansu wyścigu.                              |
| *                                                                     | Sezon w trakcie |
| 1/2/3                                                                 | Punktowana pozycja w sprincie kwalifikacyjnym                                                                                             |
| Lista systemów punktacji Formuły 1                                    | |

| Rok       | Zespół                  | Wyniki w poszczególnych eliminacjach | Wyniki w poszczególnych eliminacjach | Wyniki w poszczególnych eliminacjach | Wyniki w poszczególnych eliminacjach | Wyniki w poszczególnych eliminacjach | Wyniki w poszczególnych eliminacjach | Wyniki w poszczególnych eliminacjach | Wyniki w poszczególnych eliminacjach | Punkty | Pozycja |
| --------- | ----------------------- | ------------------------------------ | ------------------------------------ | ------------------------------------ | ------------------------------------ | ------------------------------------ | ------------------------------------ | ------------------------------------ | ------------------------------------ | ------ | ------- |
| 2009/2010 | Ocean Racing Technology | ARE                                  | ARE                                  | ARE                                  | ARE                                  | BHR                                  | BHR                                  | BHR                                  | BHR                                  | 0      | 31      |
| 2009/2010 | Ocean Racing Technology | 17                                   | NU                                   | NU                                   | NU                                   | 20                                   | 15                                   | NU                                   | NW                                   | 0      | 31      |
| 2011      | Rapax                   | ARE                                  | ARE                                  | ITA                                  | ITA                                  |                                      |                                      |                                      |                                      | 9      | 5       |
| 2011      | Rapax                   | 10                                   | 6                                    | 6                                    | 2                                    |                                      |                                      |                                      |                                      | 9      | 5       |

### Podsumowanie
| Sezon     | Seria                                                      | Zespół                  | Wyścigi | Zwycięstwa | PP | NO | Podium | Punkty | Poz. koń. |
| --------- | ---------------------------------------------------------- | ----------------------- | ------- | ---------- | -- | -- | ------ | ------ | --------- |
| 2006      | Niemiecka Formuła BMW                                      | Team Rosberg            | 18      | 0          | 0  | 0  | 0      | 4      | 18        |
| 2006      | Niemiecka Formuła BMW                                      | Matson Motorsport       | 18      | 0          | 0  | 0  | 0      | 4      | 18        |
| 2007      | Europejska Formuła Renault                                 | Jenzer Motorsport       | 14      | 0          | 0  | 1  | 0      | 17     | 17        |
| 2007      | Włoska Formuła Renault                                     | Jenzer Motorsport       | 14      | 0          | 0  | 0  | 2      | 161    | 11        |
| 2008      | Międzynarodowa Formuła Master                              | Jenzer Motorsport       | 16      | 3          | 1  | 3  | 8      | 79     | 2         |
| 2008      | Włoska Formuła Master                                      | Jenzer Motorsport       | 2       | 1          | 1  | 2  | 1      | 48     | 4         |
| 2009      | Międzynarodowa Formuła Master                              | Jenzer Motorsport       | 16      | 7          | 6  | 12 | 9      | 106    | 1         |
| 2009–10   | Azjatycka Seria GP2                                        | Ocean Racing Technology | 7       | 0          | 0  | 0  | 0      | 0      | 31        |
| 2010      | Seria GP2                                                  | Ocean Racing Technology | 18      | 1          | 0  | 1  | 1      | 8      | 19        |
| 2011      | Seria GP2                                                  | Rapax                   | 18      | 1          | 0  | 1  | 2      | 15     | 14        |
| 2011      | Azjatycka Seria GP2                                        | Rapax                   | 18      | 0          | 0  | 0  | 1      | 9      | 5         |
| 2012      | Seria GP2                                                  | Racing Engineering      | 24      | 0          | 1  | 2  | 6      | 152    | 7         |
| 2013      | Seria GP2                                                  | Racing Engineering      | 22      | 3          | 1  | 1  | 7      | 201    | 1         |
| 2014      | 24h Le Mans - LMP1                                         | Rebellion Racing        | 1       | 0          | 0  | 0  | 0      | N/A    | NS        |
| 2014      | FIA World Endurance Championship - LMP1                    | Rebellion Racing        | 8       | 0          | 0  | 0  | 0      | 0      | NS        |
| 2014      | FIA World Endurance Championship - LMP1 (zespoły prywatne) | Rebellion Racing        |         |            |    |    |        | 43     | 2         |
| 2014      | FIA World Endurance Championship                           | Rebellion Racing        |         |            |    |    |        | 19     | 17        |
| 2014/2015 | Formuła E                                                  | Virgin Racing           | 2       | 0          | 0  | 0  | 0      | 0      | 32        |